# 橋口隆
橋口 隆（はしぐち たかし、1913年〈大正2年〉10月1日 - 2005年〈平成17年〉2月21日）は、日本の政治家、元商工・通産官僚、元自由民主党衆議院議員（6期）。

## 来歴
鹿児島県肝属郡根占町（現・南大隅町）出身。橋口順孝の長男。第七高等学校造士館を経て、1938年、東京帝国大学法学部を卒業。1937年10月、文官高等試験行政科試験に合格。1938年、商工省に入省し貿易局属となる。
以後、商工省・情報局・軍需省・綜合計画局・戦災復興院・物価庁などの事務官、商工省木製品課長、通商産業省アルコール事業長、広島通商産業局長、福岡通商産業局長などを歴任。
1967年1月の第31回衆議院議員総選挙で鹿児島3区から自民党公認で立候補して初当選。1980年6月の第36回総選挙まで連続6回の当選を果した。1983年12月の第37回総選挙で落選して政界を引退。
その他、第2次田中角栄内閣の経済企画政務次官、三木内閣の総理府総務副長官、衆議院商工委員長、同内閣委員長、自民党政調副会長などを歴任した。自由民主党内では河本派に所属（高畠通敏「地方の王国」講談社学術文庫P158）。
2005年2月21日、肺炎のため死去。享年91。

## 人物
趣味は旅行、音楽、天文、園芸。